# A Devil's Chaplain
Pour les articles homonymes, voir Chaplain.
A Devil's Chaplain (littéralement « L'Aumônier du Diable »), sous-titré Reflections on Hope, Lies, Science, and Love (littéralement « Réflexions sur l'espoir, les mensonges, la science et l'amour »), est un essai de Richard Dawkins, paru en 2003. 
Publié cinq ans après son précédent livre Unweaving the Rainbow, il contient 32 essais couvrant des sujets variés, parmi lesquels les pseudosciences, le déterminisme génétique, la mémétique, le terrorisme, la religion et le créationnisme. Une section est également consacrée à son contradicteur de prédilection, Stephen Jay Gould.
Le titre du livre fait référence à une note de Charles Darwin, indiquant que ce dernier ne croyait pas à un « monde parfait » créé par Dieu : « Quel livre terrible pourrait écrire un aumônier du diable sur la maladresse, le gaspillage, les bévues et l'horrible cruauté des œuvres de la nature! ».

## Contenu
Le livre est divisé en 7 sections, citées ci-après :
1 Science and Sensibility– essai largement consacré aux sciences et à la méthode scientifique.
1.1 A Devil's Chaplain
1.2 What is True?
1.3 Gaps in the Mind
1.4 Science, Genetics and Ethics: Memo for Tony Blair
1.5 Trial By Jury
1.6 Crystalline Truth and Crystal Balls
1.7 Postmodernism Disrobed
1.8 The Joy of Living Dangerously; Sanderson of Oundle
2 Light Will Be Thrown– essais sur le darwinisme.
2.1 Light Will Be Thrown
2.2 Darwin Triumphant
2.3 The 'Information Challenge'
2.4 Genes Aren't Us
2.5 Son of Moore's Law
3 The Infected Mind– un ensemble d'écrits anti-religieux.
3.1 Chinese Junk and Chinese Whispers
3.2 Viruses of the Mind
3.3 The Great Convergence
3.4 Dolly and the Cloth Heads
3.5 Time to Stand Up
4 They Told Me, Heraclitus– éloges aux amis.
4.1 Lament for Douglas
4.2 Eulogy for Douglas Adams
4.3 Eulogy for W. D. Hamilton
4.4 Snake Oil
5 Even the Ranks of Tuscany– une section dévouée à Stephen Jay Gould.
5.1 Rejoicing in Multifarious Nature
5.2 The Art of the Developable
5.3 Hallucigenia, Wiwaxia and Friends
5.4 Human Chauvinism and Evolutionary Progress
5.5 Unfinished Correspondence with a Darwinian Heavyweight
6 There is All Africa and her Prodigies in Us– essais relatifs à l'Afrique.
6.1 Ecology of Genes
6.2 Out of the Soul of Africa
6.3 I Speak of Africa and Golden Joys
6.4 Heroes and Ancestors
7 A Prayer for My Daughter– une lettre ouverte à la fille de Richard Dawkins nommée Juliette (à qui le livre est dédicacé), concernant l'importance d'évaluer les preuves. 
7.1 Good and Bad Reasons for Believing